# Лінь

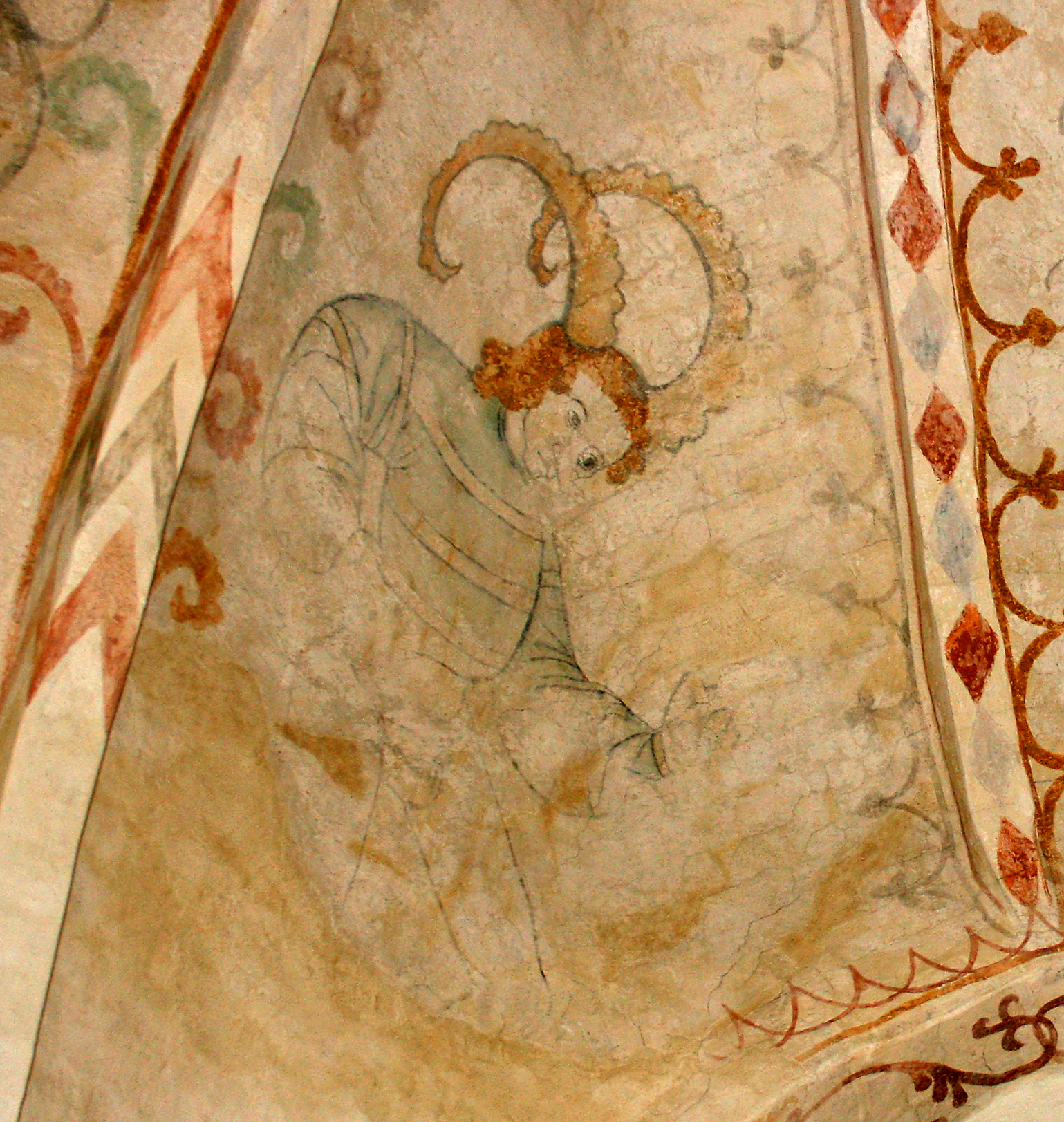
Чоловік з рогами цапа — символізує лінивство. Церковна фреска 16 століття. Данія.

Лінь, лі́нощі, ліни́вство (також ліни́вість), розм. баглаї́ — це відсутність мотивацій для вчинків, активної поведінки. Відсутність чи нестача працелюбства, віддавання переваги необтяжливому дозвіллю над трудовою діяльністю.
Традиційно розцінюється як вада, оскільки вважається, що лінивий індивідуум є нахлібником суспільства. В той же час, в умовах інтенсивної праці, під «лінню» часто розуміють природну потребу у відпочинку, у відновленні витраченої енергії, що є цілком виправданим.
Інше визначення лінивства — «потреба в заощадженні енергії». Лінь — прагнення людини відмовитися від подолання труднощів, вперте небажання здійснювати вольове зусилля.
Біолог-еволюціоніст Джон Медіна заявляє, що лінь пов'язана з нашою генетикою. І розглядає лінь як природний механізм регуляції активності на зразок будильника. Цей «будильник» складає розклад відпочинку і активності і посилає нам сигнали. А сама програма будильника закладена в генах.
Лінь у медицині — це наслідки стресу та ознака прихованої депресії. Особливо важливо для батьків розпізнати прояви лінощів у дітей. Це може бути початком якоїсь хвороби, її першою ознакою.
Людину, яка лінується, називають «ліню́х», «ле́дар», «леда́що», «лінтяй» тощо.

## Дні ліні
Всесвітній: 20 серпня.